# Trenton (Florida)
Trenton ist eine Stadt und zudem der County Seat des Gilchrist County im US-Bundesstaat Florida. Das U.S. Census Bureau hat bei der Volkszählung 2020 eine Einwohnerzahl von 2.015 ermittelt.

## Geographie
Trenton liegt etwa 150 Kilometer südwestlich von Jacksonville.

## Demographische Daten
Laut der Volkszählung 2010 verteilten sich die damaligen 1999 Einwohner auf 786 Haushalte. Die Bevölkerungsdichte lag bei 298,4 Einw./km². 74,2 % der Bevölkerung bezeichneten sich als Weiße, 17,6 % als Afroamerikaner, 0,6 % als Indianer und 0,6 % als Asian Americans. 4,3 % gaben die Angehörigkeit zu einer anderen Ethnie und 2,8 % zu mehreren Ethnien an. 7,9 % der Bevölkerung bestand aus Hispanics oder Latinos.
Im Jahr 2010 lebten in 44,2 % aller Haushalte Kinder unter 18 Jahren sowie 24,7 % aller Haushalte Personen mit mindestens 65 Jahren. 71,6 % der Haushalte waren Familienhaushalte (bestehend aus verheirateten Paaren mit oder ohne Nachkommen bzw. einem Elternteil mit Nachkomme). Die durchschnittliche Größe eines Haushalts lag bei 2,74 Personen und die durchschnittliche Familiengröße bei 3,15 Personen.
31,4 % der Bevölkerung waren jünger als 20 Jahre, 27,3 % waren 20 bis 39 Jahre alt, 21,5 % waren 40 bis 59 Jahre alt und 20,3 % waren mindestens 60 Jahre alt. Das mittlere Alter betrug 32 Jahre. 46,0 % der Bevölkerung waren männlich und 54,0 % weiblich.
Das durchschnittliche Jahreseinkommen lag bei 29.076 $, dabei lebten 31,9 % der Bevölkerung unter der Armutsgrenze.
Im Jahr 2000 war Englisch die Muttersprache von 97,57 % der Bevölkerung, spanisch sprachen 2,14 % und 0,29 % hatten eine andere Muttersprache.

## Verkehr
Trenton wird vom U.S. Highway 129 und den Florida State Roads 26 und 47 durchquert bzw. tangiert.